# Cassida nebulosa
{{Bảng phân loại
| name = Cassida nebulosa
| image = Chrysomelidae - Cassida nebulosa.JPG
| image_caption = Adult
| image2 = Cassida nebulosa Juvenile.jpg
| image2_caption = Nymph
| regnum = Animalia
| phylum = Arthropoda
| classis = Insecta
| ordo = Coleoptera
| familia = Chrysomelidae
| subfamilia = Cassidinae
| genus = Cassida
| species = C. nebulosa
| binomial = Cassida nebulosa
| binomial_authority = Linnaeus, 1758
| synonyms =
- Cassida affinis (Fabricius, 1775)
- Cassida tigrina (De Geer, 1775)

Cassida nebulosa là một loài bọ cánh cứng lá thuộc họ Chrysomelidae, phân họ Galerucinae.
Nó ăn nhiều loài cây Chenopodiaceae, đặc biệt là củ của Beta vulgaris, Chenopodium album, C. glaucum và Atriplex hortensis.
Nó phân bố rộng rãi ở châu Âu.

## Hình ảnh

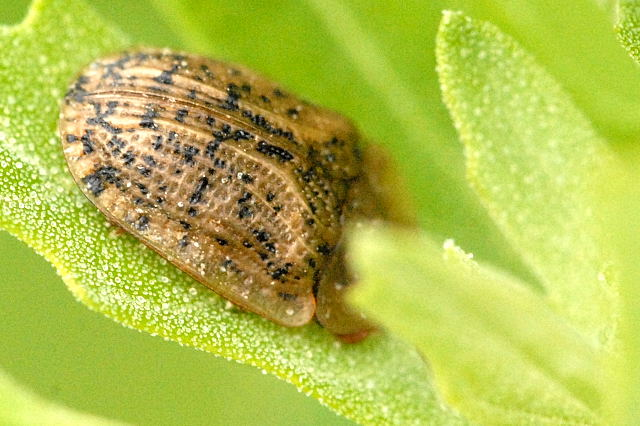
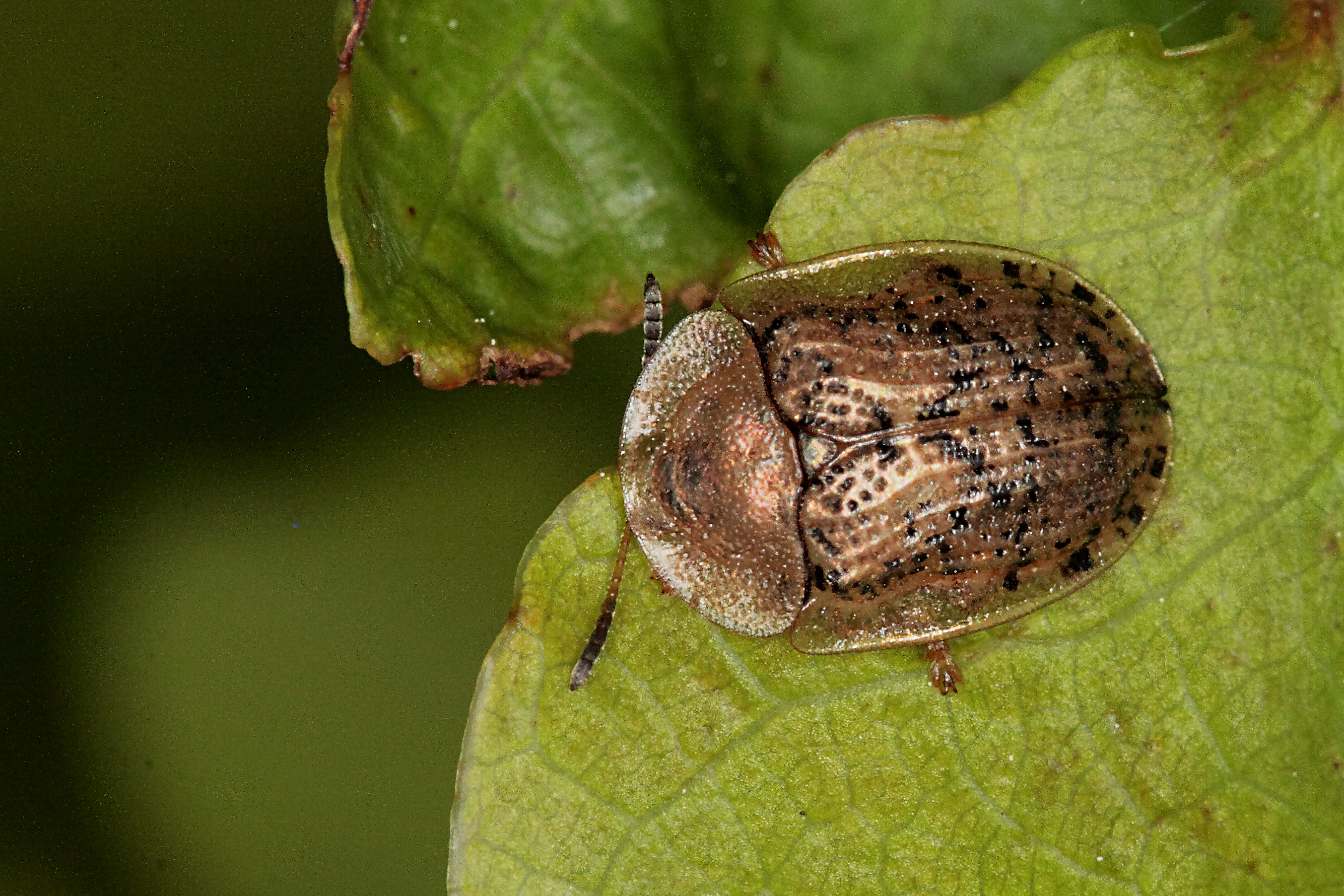
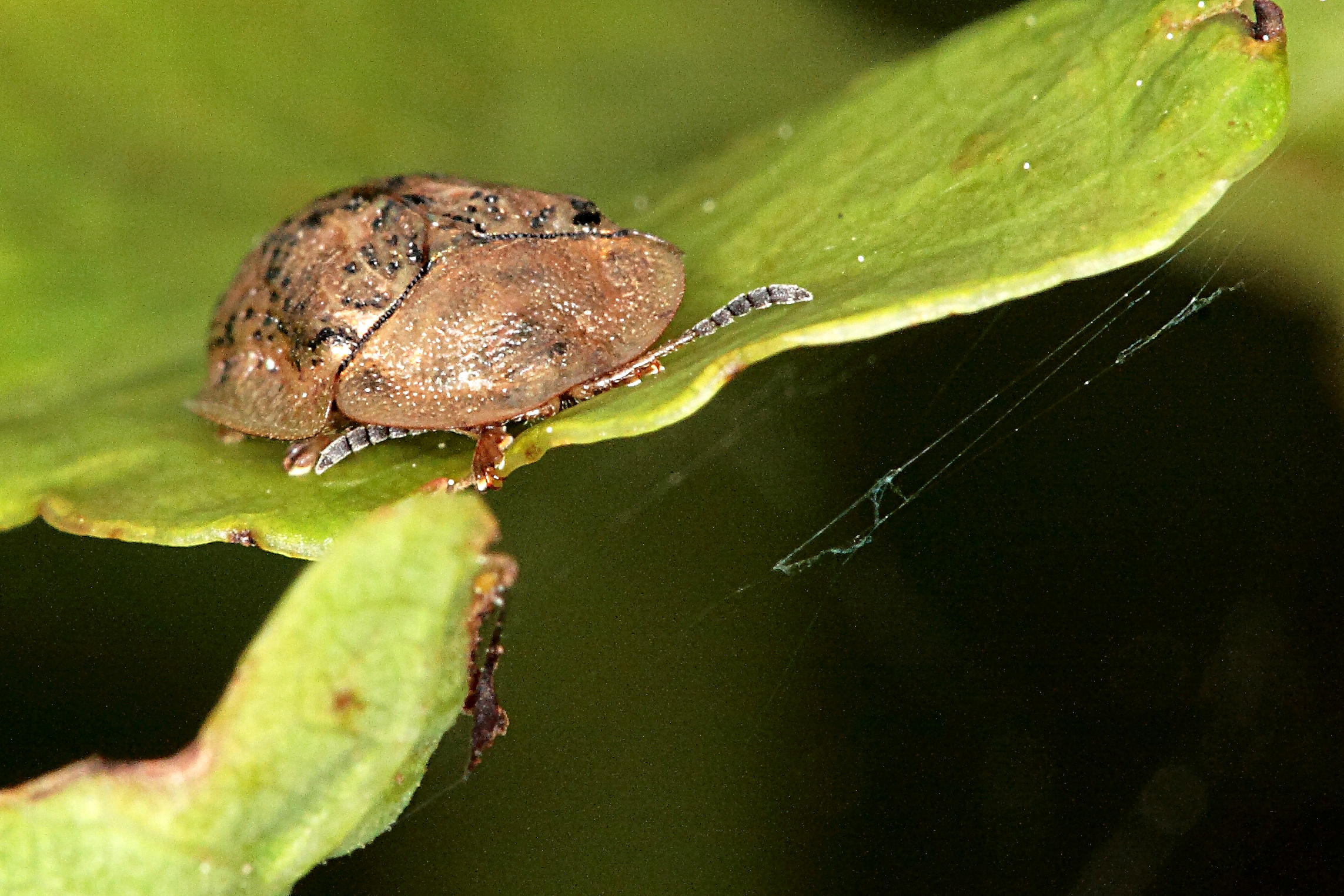
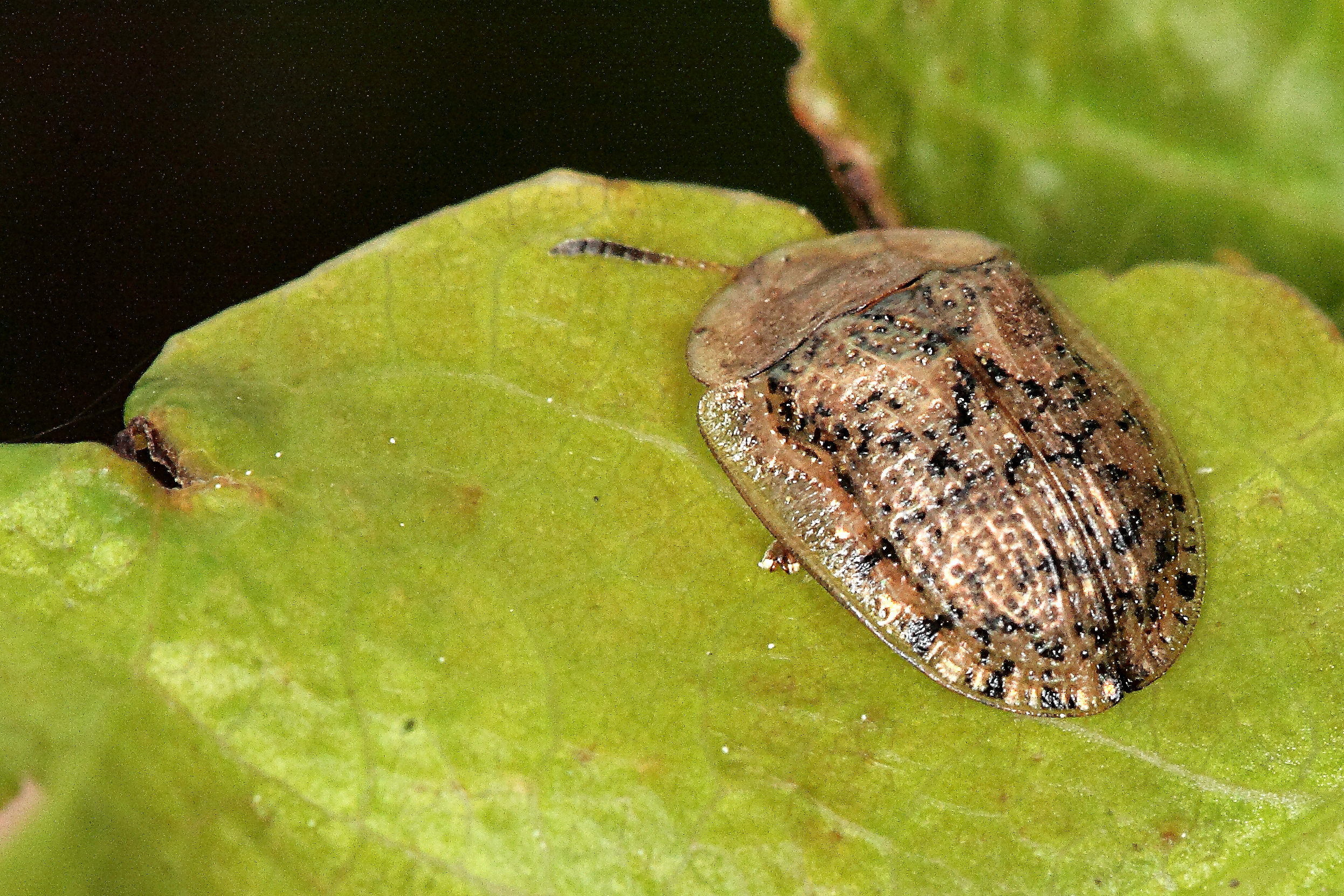